# Chrysosoma sumatranum
Chrysosoma sumatranum är en tvåvingeart som beskrevs av Günther Enderlein 1912. Chrysosoma sumatranum ingår i släktet Chrysosoma och familjen styltflugor. Inga underarter finns listade i Catalogue of Life.